# 쇼가쿠지 신호장
쇼가쿠지 신호장(일본어: 正覚寺信号場, しょうがくじしんごうじょう 쇼가쿠지 신고조[*])은 일본 오사카부 오사카시 히라노구에 위치한 서일본 여객철도의 신호장이다. 오사카히가시 선 개업 직전에 설치된 신호장으로 오사카히가시 선의 개업일은 2008년 3월 15일이었지만 이미 시운전이 이루어지고 있었기 때문에 개업 전인 2008년 3월 9일에 신설되었다. 오사카히가시 선 JR 나가세 역 ~ 신카미역 간에 있어, 여기서 가타마치 선의 화물 지선으로서 접속되고 있는 히라노 방면 화물 지선 (조토 화물선)이 분기하고 있다. 이 화물 지선은 전철화가 되지 않은 단선 노선이다. 오사카히가시 선은 오사카 외환상철도가 제3종 철도 사업자로서 시설을 보유하고 서일본 여객철도와 일본화물철도 (JR 가모쓰)가 제2종 철도 사업자로서 노선을 이용하는데 반해 히라노 역으로의 화물 지선은 서일본 여객철도가 제1종 철도 사업자이다.